# Línea 7 (Surbus)
La Línea 7 de Surbus, en Almería, capital de la provincia homónima, en la comunidad autónoma Andalucía, España une el barrio de Piedras Redondas con la zona de expansión al este de la ciudad, La Vega de Acá.

## Características
Su intención es servir como enlace entre el norte de la capital, en Piedras Redondas y la zona de reciente crecimiento en La Vega de Acá y Cortijo Grande de la misma ciudad, y en su trayecto a los barrios de 500 Viviendas, Tagarete, Cruz de Caravaca y Araceli. La línea da servicio todos los días pero variando las frecuencias.

## Uso
Durante el año 2013, un total de 708.565 pasajeros utilizaron los autobuses de esta línea.

## Historia
El día 19 de julio de 2010 la línea fue reformada para ampliar su servicio tanto en la zona norte como este de la capital almeriense, añadiendo varias paradas, sumando así 46; además de un vehículo más para mejorar las frecuencias.
Esta línea fue de nuevo reordenada y ampliada a finales de verano de 2013 con la intención de dar servicio a una mayor población en la zona de mayor crecimiento de la ciudad, en La Vega de Acá.

### Frecuencias
Esta línea funciona con frecuencias de entre 20 y 40 minutos, dependiendo del día de la semana.
| Días de diario               |         |
| Hasta las 14:10              | 20 min. |
| Desde las 14:10              | 30 min. |
| Sábados, domingos y festivos |         |
| Desde la primera expedición  | 40 min. |

## Recorrido
| Código | Parada                    | Común con | Otros                 |
| ------ | ------------------------- | --------- | --------------------- |
| 131    | Araceli                   |           |                       |
| 109    | Villa María               |           |                       |
| 287    | Consultorio               |           |                       |
| 111    | Maestría                  | 18        |                       |
| 112    | Carretera de Granada, 213 | 18        |                       |
| 113    | Carretera de Granada, 140 | 18        |                       |
| 114    | Rambla - Vaguada          |           |                       |
| 115    | Obelisco                  |           |                       |
| 419    | Federico García Lorca, 47 |           |                       |
| 420    | Federico García Lorca, 9  |           |                       |
| 47     | Club Náutico              | 11 18     |                       |
| 94     | Residencia Alborán        | 11 18     |                       |
| 48     | San Miguel                | 11 18     |                       |
| 49     | Villa García              | 11 18     |                       |
| 37     | Estadio de la Juventud    |           | Estadio Emilio Campra |
| 274    | Darrícal - Oviedo         |           |                       |
| 275    | Darrícal - Vélez Rubio    |           |                       |
| 416    | Regaliz, 33               |           |                       |
| 383    | Regaliz - Gayuba          |           |                       |
| 364    | Calle Algazul             |           |                       |
| 417    | Calle Belladona           |           |                       |
| 367    | Árbol de la Seda          |           |                       |

| Código | Parada                          | Común con | Otros                               |
| ------ | ------------------------------- | --------- | ----------------------------------- |
| 368    | Palacio Juegos Mediterráneos    |           | Palacio de los Juegos Mediterráneos |
| 418    | Algazul                         |           |                                     |
| 279    | Tesorería Seguridad Social      |           |                                     |
| 169    | Avenida del Mediterráneo - EESS | 12        |                                     |
| 279    | Darrícal - Laroles              |           |                                     |
| 278    | Darrícal - Fiñana               |           |                                     |
| 39     | Fernández Bueso                 |           |                                     |
| 40     | Avenida América                 |           |                                     |
| 42     | San Miguel                      | 12 18     |                                     |
| 108    | Residencia Alborán              | 12 18     |                                     |
| 43     | Club Náutico                    | 12 18     |                                     |
| 44     | Oliveros                        | 1 12 18   |                                     |
| 7      | Stella Maris                    | 1 12 18   |                                     |
| 50     | Federico García Lorca, 54       | 12 18     |                                     |
| 51     | Obelisco                        | 5 12 18   |                                     |
| 117    | Rambla - Vaguada                |           |                                     |
| 282    | Mercado de Los Ángeles          |           |                                     |
| 342    | Delegación de Educación         |           |                                     |
| 421    | Avenida de la Cruz, 24          |           |                                     |
| 422    | Avenida de la Cruz, 84          |           |                                     |
| 266    | Villa María                     |           |                                     |
| 131    | Araceli                         |           |                                     |
| 105    | Los Almendros                   |           |                                     |
| 107    | Piedras Redondas - Iglesia      |           |                                     |